# CzechInvest
Agentura pro podporu podnikání a investic CzechInvest je státní příspěvkovou organizací podřízenou Ministerstvu průmyslu a obchodu ČR. Od svého založení v roce 1992 je CzechInvest nástrojem státní podpory podnikání a investic.  V čele agentury stojí od dubna 2024 generální ředitel Jan Michal.

## Historie
Přímá předchůdkyně Agentury pro podporu podnikání a investic CzechInvest byla Federální agentura pro zahraniční investice FAZI (Federal Agency for Foreign Investment FAFI). 1. října 1990 ji založilo Ministerstvo hospodářství Československé republiky – šlo o jeden z kroků reagujících na pád komunistického režimu v zemi, které měly zajistit přechod ekonomiky na tržní, kapitalistické principy, její otevření, navázaní vazeb na globální trhy a její celkovou modernizaci, což se neobešlo bez značného přílivu zahraničního kapitálu a podpory ze strany státních orgánů.

## Pracovní náplň
CzechInvest má za cíl posilovat konkurenceschopnost české ekonomiky prostřednictvím podpory malých a středních podnikatelů, podnikatelské infrastruktury a získávaní přímých zahraničních investic z oblasti výroby, strategických služeb a technologických center. Je výhradní organizací, která smí nadřízeným orgánům předkládat žádosti o investiční pobídky.
V rámci zjednodušení komunikace mezi státem, podnikateli a Evropskou unií CzechInvest zastřešuje celou oblast podpory podnikání ve zpracovatelském průmyslu. Zajišťuje činnosti spojené s přípravou, vyhlašováním a administrací projektů podporovaných z prostředků Evropské unie i ze státního rozpočtu. Hlavním dotačním programem je v této souvislosti Operační program Podnikání a inovace pro konkurenceschopnost (OPPIK). Od roku 2016 převzala činnosti související s administrací dotačních projektů od CzechInvestu oddělená Agentura pro podnikání a inovace.

### Klíčové sektory
Zaměstnanci agentury CzechInvest aktivně vyhledávají nové investory do jednoho z takzvaných klíčových sektorů. Výčet prioritních sektorů vznikl na základě podrobné analýzy české ekonomiky a prognóz makroekonomického vývoje. Mezi klíčové sektory patří především automobilový průmysl, letecký a kosmický průmysl, strojírenský průmysl. Dále oblasti life sciences, IT, vývoj softwaru, sdílené služby, čisté technologie a nanotechnologie.

## Služby CzechInvestu
Veškeré služby agentury CzechInvest jsou poskytovány zdarma. Patří mezi ně například poskytování informací o možnostech podpory pro malé a střední podnikatele, implementace dotačních programů financovaných EU a státem. Dále odborníci z agentury CzechInvest poskytují formální poradenství k projektům a pomáhají při realizaci investičních projektů. Zaměstnanci CzechInvestu také spolupracují s místní samosprávou a s developery při zprostředkovávání nákupů či pronájmů podnikatelských nemovitostí zahraničním i českým investorům v oblasti průmyslu a strategických služeb. 
Důležitou službou, kterou poskytuje agentura CzechInvest, je i podpora subdodavatelů a správa databáze českých dodavatelských firem. Specialisté agentury CzechInvest také zprostředkovávají státní investiční podpory, které jsou určeny nejen investorům zavádějícím výrobu nebo rozšiřujícím výrobu ve zpracovatelském průmyslu, ale také technologickým centrům a centrům sdílených služeb. Oddělení AfterCare poskytuje služby zahraničním investorům, kteří již působí v České republice. Následná péče se skládá zejména z podpory expanzí, reinvestic, rozvoje výzkumu, poradenství při hledání vhodných podnikatelských nemovitostí či vhodných dodavatelů v regionech.

## Regionální kanceláře

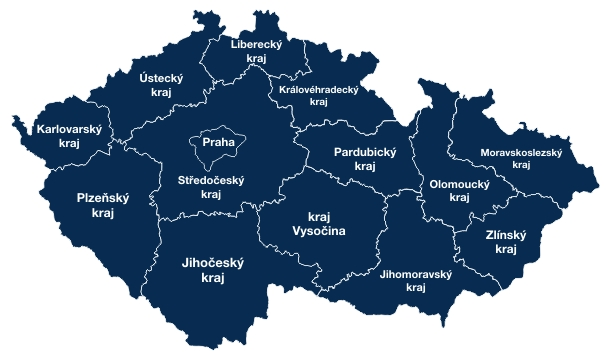
CzechInvest v regionech

V roce 2004 byla založena třinácti regionálních kanceláří ve všech krajských městech České republiky. Regionální kanceláře průřezově realizují[ujasnit] veškeré činnosti poskytované agenturou CzechInvest v rámci regionů ČR. Síť regionálních kanceláří byla v roce 2013 zaměřena prioritně na poradenskou činnost pro všechny fáze implementace programů spolufinancovaných z rozpočtu Evropské unie a dalších dotačních programů, jejichž implementace spadá do gesce agentury CzechInvest. 